# Enneapterygius paucifasciatus
Enneapterygius paucifasciatus es una especie de pez de la familia Tripterygiidae en el orden de los Perciformes.

## Morfología
• Los machos pueden llegar alcanzar los 2,6 cm de longitud total.

## Hábitat
Es un pez de mar  y de clima tropical y asociado a los  arrecifes de coral que vive entre 2-4 m de profundidad.

## Distribución geográfica
Se encuentran en Nueva Caledonia.